# Sports sous-marins
Les sports sous-marins ou sports subaquatiques sont un ensemble de sports utilisant un ou plusieurs éléments de plongée sous-marine telles l'apnée ou l'utilisation de palmes, masques, tubas. Ces sports sont réalisés dans le milieu naturel tels les océans, les mers ou les lacs mais aussi dans des bassins artificiels comme les piscines.

## Différents sports
Les sports sous-marins comprennent : 
- La lutte subaquatique[1]
- La nage avec palmes[2]
- L'apnée[3]
- La chasse sous-marine[4]
- La plongée sportive[5]
- Le football sous-marin[6]
- Le hockey subaquatique
- Le hockey sous glace
- Le rugby subaquatique[7]
- La course d'orientation sous-marine[8]
- Le tir subaquatique[9]